# Horní Heršpice
Horní Heršpice (německy Ober Gerspitz) jsou městská čtvrť na jihu statutárního města Brna. Její katastrální území má rozlohu 3,77 km². Původně samostatná obec byla k Brnu připojena v roce 1919, od 24. listopadu 1990 je součástí samosprávné městské části Brno-jih. Žije zde přibližně 2000 obyvatel.

## Název
Původní podoba jména vsi byla Jarošovici (později -ice) odvozená od osobního jména Jaroš, což byla domácká podoba některého ze jmen začínajících na Jaro- (Jaroslav, Jaromír, Jarohněv atd.). Význam místního jména tedy byla "Jarošovi lidé". Podoba Heršpice se vyvinula z německé varianty jména (Jerspitz a podobně), která mimo jiné vykazuje typickou jihomoravskou záměnu českého zakončení -šovice za německé -spitz.

## Charakteristika
Katastr Horních Heršpic se rozkládá po obou březích Svratky. Horními Heršpicemi prochází od severu k jihu důležitá železniční trasa z Brna do Břeclavi, která rozděluje na dvě části zástavbu původní obce. Na tuto trať dále navazuje západní trať do Rosic a východní trať do Přerova. Jižním okrajem katastru Horních Heršpic prochází trasa dálnice D1, která se zde kříží s víceproudou silnicí E461. Jižně od dálnice se zde v jihozápadním cípu moderního katastru Horních Heršpic nachází oddělená zástavba Nových Moravan, které původně náležely k Moravanům. V jádru Horních Heršpic se nachází kostel svatého Klementa Maria Hofbauera. V Horních Heršpicích se dále nachází mnoho průmyslových, ale i obchodních firem včetně hobbymarketu OBI. V centru západní části Horních Heršpic se nachází například areál firmy Delta Pekárny a. s.

## Sousední katastrální území a obce
Katastrální území Horní Heršpice sousedí na severu s katastrálním územím Štýřice (součást městské části Brno-střed), na východě s katastrálním územím Komárov (součást m.č. Brno-jih) a Brněnské Ivanovice (součást m.č. Brno-Tuřany), na jihu s katastrálním územím Dolní Heršpice (součást m.č. Brno-jih), na jihozápadě s katastrálním územím obce Moravany a na západě s katastrálním územím m.č. Brno-Bohunice.

## Doprava
Veřejné dopravní spojení s ostatními částmi Brna zajišťuje v Horních Heršpicích v rámci Integrovaného dopravního systému Jihomoravského kraje Dopravní podnik města Brna prostřednictvím tramvajových linek 2 a 5, denních autobusových linek 49, 50, a E50, a nočních autobusových linek N94 a N96.

## Historický přehled
První zmínka o Horních Heršpicích pochází z roku 1289. Ve středověku se zde nacházela tvrz. Při obléhání Brna roku 1645 zde měli Švédi ležení a při svém ústupu ves zcela zničili. Po svojí obnově se začaly Horní Heršpice stále více poněmčovat. Roku 1839 byla při tehdejším západním okraji vsi vybudována severojižní trasa železniční tratě Brno-Břeclav. V letech 1854–1856 byla na tuto trať od západu napojena nová trať do Rosic. Na severním okraji katastru Horních Heršpic pak byl v letech 1867–1870 vybudován úsek další železniční tratě do Přerova. Příznivá poloha tehdejší obce v blízkosti Brna vedla k jejímu rychlému růstu především koncem 19. a začátkem 20. století, takže se západně od železniční tratě z Brna do Břeclavi vytvořila zcela nová zástavba označovaná jako Nové Heršpice. Pokud jde o katastr Horních Heršpic, tak především jeho severní hranice měla původně výrazně odlišný průběh než má v současnosti. Největší změny (ve prospěch Brna) opakovaně prodělávala od roku 1883 do roku 1915 severní hranice Horních Heršpic. Zde k nim původně až do roku 1882 náležela většina pozemků toho roku vytvořeného areálu brněnského ústředního hřbitova, jakož i velká část území moderní čtvrti Štýřice. Při úpravě hranice Brna roku 1915 Brno získalo i velice malou část moderního katastru Horních Heršpic, která byla začleněna do nově vytvořeného k. ú. Staré Brno a Vídeňka. S výjimkou Nových Moravan (připojených k Brnu až k 1. červenci 1960) byl zbytek katastru Horních Heršpic připojen k Brnu k 16. dubnu 1919. Současné hranice získaly Horní Heršpice až při reambulaci Brna koncem 60. let 20. století, kdy Horní Heršpice získaly celé zrušené katastrální území Nové Moravany a okrajové části původních katastrálních území Brněnské Ivanovice (centrum Královka s okolím), Bohunice, Dolní Heršpice a Komárov, ale naopak některé pozemky ztratily ve prospěch katastrálních území Bohunice, Dolní Heršpice, Komárov a nově vytvořeného katastrálního území Štýřice.

### Vývoj administrativní příslušnosti
- 1945–1946 – části katastrálního území Horní Heršpice (v dnešních hranicích) byly podřízeny brněnským MNV Bohunice, Brněnské Ivanovice, Horní Heršpice, Komárov, Staré Brno a mimobrněnskému MNV Moravany.
- 1947–1949 – území moderního katastrálního území Horní Heršpice bylo rozděleno mezi městské obvody Brno VIII. (pozemky náležející tehdy ke k.ú Dolní Heršpice, Horní Heršpice a Komárov), Brno II. (pozemky náležející tehdy ke k.ú. Bohunice a Staré Brno a Vídeňka) a Brno IX. (pozemky tehdy náležející ke k.ú. Brněnské Ivanovice). Nové Moravany tehdy náležely k obci Moravany.
- 1949–1954 – území dnešního katastrálního území Horní Heršpice bylo rozděleno mezi městské obvody Brno XI. (téměř celé území), Brno V. (pouze pozemky tehdy náležející ke k.ú. Bohunice). Nové Moravany i nadále zůstaly součástí obce Moravany.
- 1954–1960 – území dnešního katastrálního území Horní Heršpice bylo rozděleno mezi městské obvody Brno IX. (téměř celé území), Brno VIII. (pozemky tehdy náležející ke k.ú. Bohunice a Staré Brno a Vídeňka) a Brno IV. (zcela zanedbatelná část tehdejšího k.ú. Komárov jihovýchodně od silniční křižovatky Hněvkovského-Sokolova). Nové Moravany i nadále zůstaly součástí obce Moravany. Roku 1957 byly upraveny názvy obvodů Brno VIII. na Brno VIII-Bohunice a Brno IX. na Brno IX-Horní Heršpice.
- 1960–1971 – území dnešního katastrálního území Horní Heršpice bylo rozděleno mezi městské části Horní Heršpice (téměř celé území včetně nově připojených Nových Moravan), Bohunice (pouze pozemky tehdy náležející ke k.ú. Bohunice) a městské obvody Brno I. (část katastru patřící tehdy ke k. ú. Staré Brno a Vídeňka) Brno IV. (zcela zanedbatelná část tehdejšího k.ú. Komárov jihovýchodně od silniční křižovatky Hněvkovského-Sokolova).
- 26. listopadu 1971[9]–1975 – celé území dnešního katastrálního území Horní Heršpice bylo součástí městské části Brno IX-Horní Heršpice, k 1. květnu 1972[10] přejmenované na Brno-Horní Heršpice.
- 1. října 1975[11]–1990 – celé území dnešního katastrálního území Horní Heršpice bylo součástí městského obvodu Brno IV.
- od roku 1990 – celé území dnešního katastrálního území Horní Heršpice je součástí městské části Brno-jih.